# Landgoed 't Nijendal

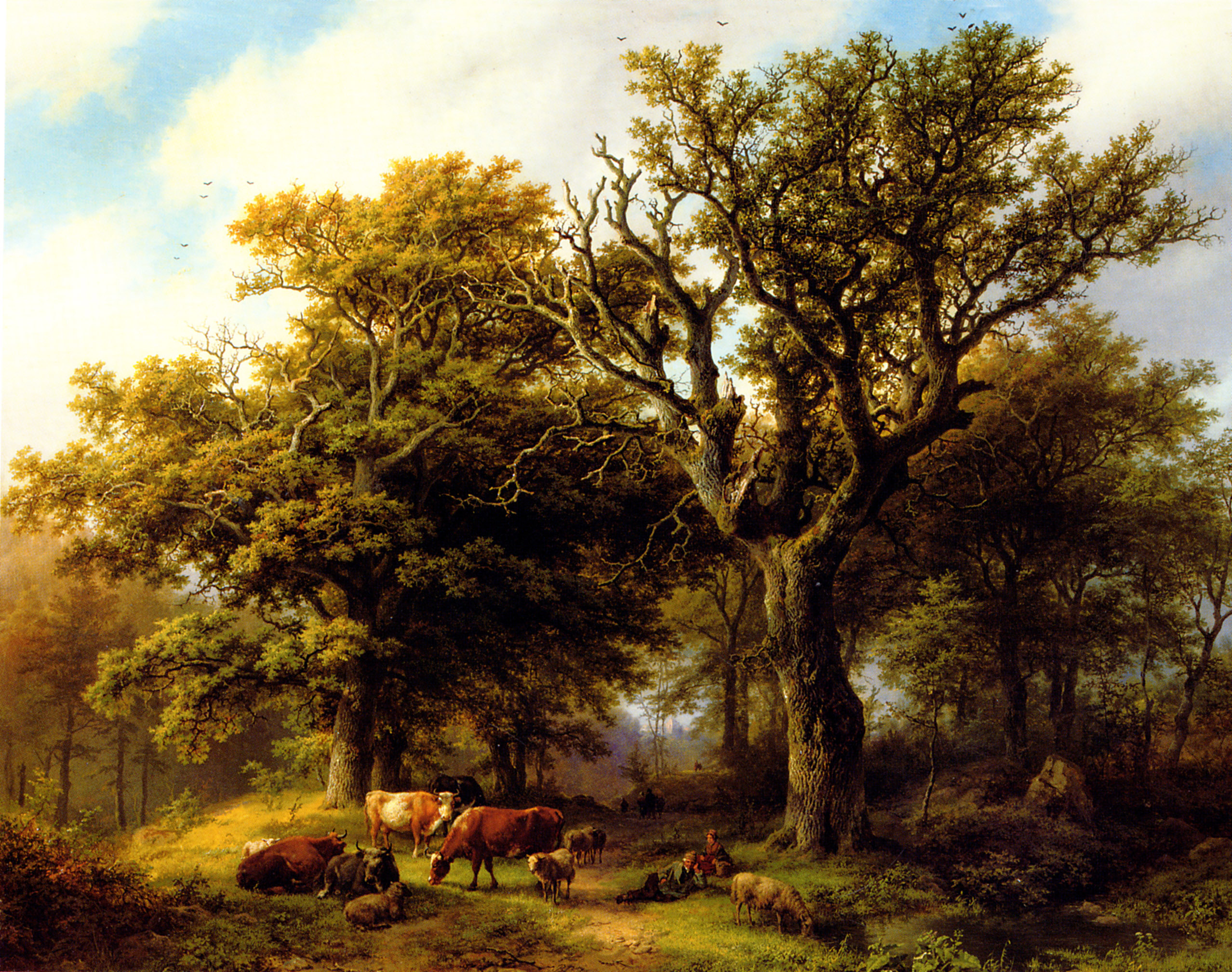
Op een deel van 't Nijendal wordt een open soort bos ontwikkeld met als inspiratiebron werk van de 19e-eeuwse schilder Barend Koekkoek

Het landgoed 't Nijendal ligt ten zuiden van het dorp Olst in de gemeente Olst-Wijhe in de Nederlandse provincie Overijssel. tussen Olst en Diepenveen. Het maakte het lange tijd deel uit van de bezittingen die behoorden bij het nabije landgoed Groot Hoenlo. In de jaren 1980 werd het, met het naastliggende goed 'De Hoogenkamp', eigendom van Staatsbosbeheer. Sinds 2021 is Stichting IJssellandschap de bezitter en beheerder. 't Nijendal is circa 200 hectare groot en vormt een cultuurhistorisch en ecologisch waardevol gebied. Het naastliggende goed 'De Hei' is van dezelfde eigenaar.

## Landhuis
't Nijendal is van oorsprong een kleinschalig en natuurrijk ingericht landbouw- en bosgebied. Het landhuis was al rond 1885 ernstig in verval en is ten slotte afgebroken. Er restte alleen nog een tuinmanswoning en een koetshuis dat in gebruik was als veestal. Sinds begin 21ste eeuw maken deze gebouwen onderdeel uit van een nieuw opgetrokken landhuis dat in het kader van het rijksbeleid voor het ontwikkelen van nieuwe particuliere landgoederen tot stand is gekomen op 10,8 hectare van het oude landgoed.

## Water, bos, graslanden en akkers
Aan de westzijde van 't Nijendal loopt over een lengte van meer dan een kilometer de Zandwetering, een eeuwenoude gegraven waterloop. Hij vormt een belangrijk onderdeel van de plannen die het waterschap en Staatsbosbeheer ontwikkelden voor natuurherstel op het landgoed. Sinds 1994 zijn de oevers flink verbreed en is een nevengeul aangelegd zodat het water langer in het gebied kan worden vastgehouden. Dit gaat, tezamen met andere waterbeheermaatregelen, de verdroging van het gebied tegen. Op enkele plekken zijn steile oevers aangelegd waar ijsvogels kunnen nestelen. Elders zijn ook nieuwe amfibieënpoelen en houtwallen aangelegd. In het bestaande bos prevaleert de natuur; er wordt geen hout meer gekapt uit productieoogpunt en dood hout blijft zoveel mogelijk liggen. Vochtige weides worden verschraald en beweid om verruiging te beperken. Bijzondere vegetatie zoals de wilde gagel krijgt door gericht beheer betere overlevingskansen. De akkers op de enk Hooge Kamp worden op ecologisch verantwoorde wijze bebouwd zodat erbij behorende flora en fauna de kans krijgt zich te herstellen. In de akkerranden worden zeldzame kruiden als korensla en groot spiegelklokje gevonden.

## Hanzebos
Op een deel van het landgoed wordt vanaf 2002 gewerkt aan de ontwikkeling van het Hanzebos, een loofbos van een afwisselend en open karakter met weides, struwelen en poelen zoals dat onder meer te zien is op de bosgezichten van de negentiende-eeuwse kunstschilder Barend Cornelis Koekkoek. Het is een poging een landschapstype te doen herleven dat eeuwen geleden in Nederland heel gebruikelijk was. De aanleg is bedoeld als landelijk voorbeeldproject. Hoewel er al de nodige oude landschapselementen aanwezig zijn zal het uiteraard nog vele jaren duren voordat van een volwassen bos gesproken kan worden.

## Boerderijen

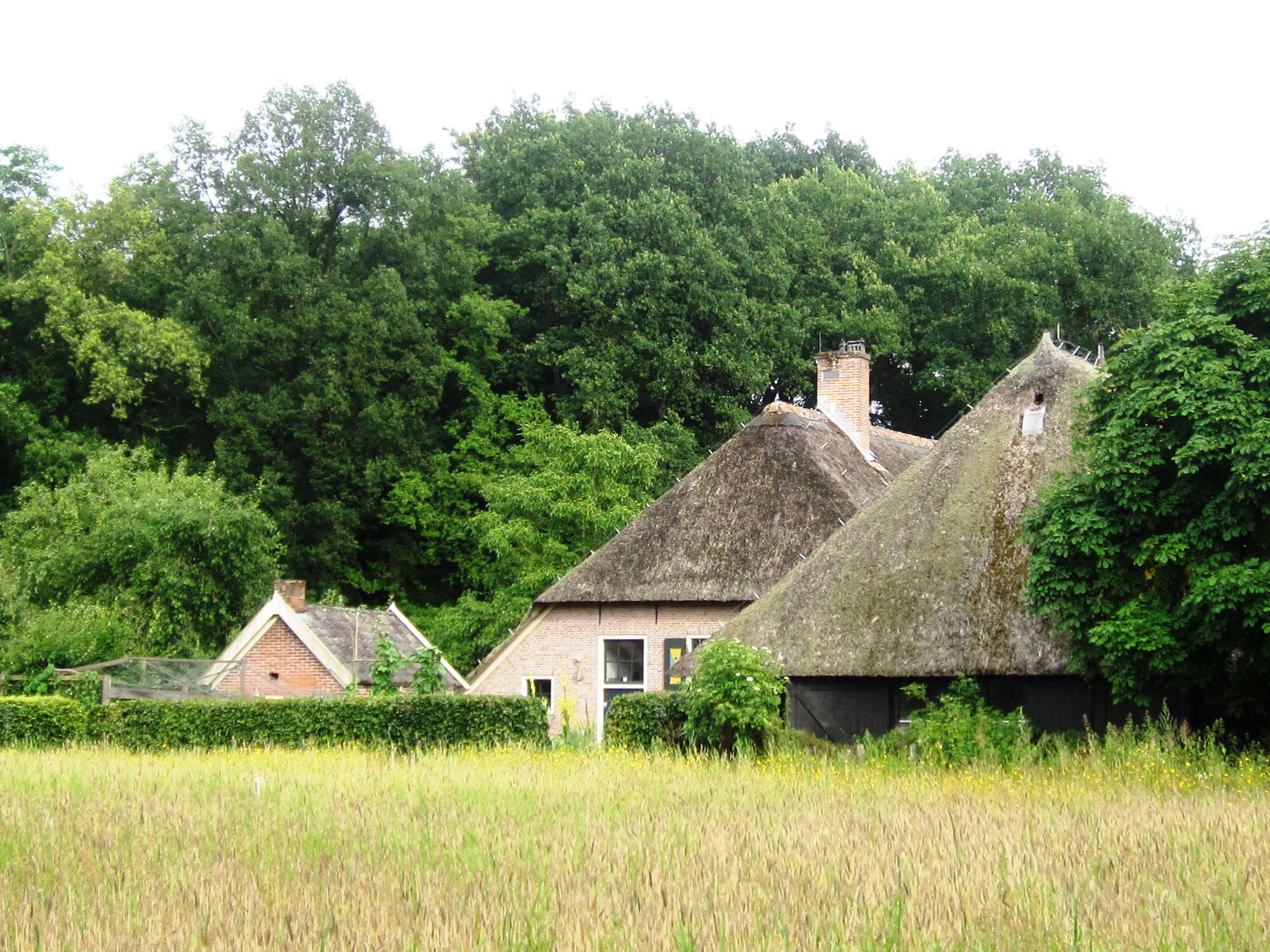
De Zoogenbrink

Op 't Nijendal waren meerdere pachtboerderijen gevestigd zoals 'Wetermans' en 'Holtermans'. 'Erve Sogebrink' wordt al in 1394 genoemd en behoorde toen tot het landgoed Boxbergen. De huidige boerderij Zoogenbrink is van oorsprong zo'n driehonderd jaar oud. Hij werd in 1985 met erf en tuin zoveel als mogelijk was in oude staat teruggebracht. Rond de boerderij graast een kleine veestapel. Tot 2011 was er een informatiecentrum van Staatsbosbeheer ondergebracht in het stalgedeelte. De voormalige boerderij 'De Hoogenkamp' dateert van 1840.

## Gedenksteen
Aan de door het landgoed lopende Molenweg staat ter hoogte van de Zoogenbrink een klein bermmonument. De steen heeft als opschrift 5 mei 1875. Het was hier dat de 45-jarige jonkheer Eduard Jan Teding van Berkhout van zijn paard viel en aan de gevolgen daarvan overleed.
Over het landgoed zijn drie wandelroutes uitgezet, die gemarkeerd zijn met gekleurde paaltjes.